# Pepsina
La pepsina és una peptidasa, un enzim digestiu que degrada les proteïnes a l'estómac; els altres enzims digestius importants són la tripsina i la quimotripsina. Va ser el primer enzim animal de ser descobert, per Theodor Schwann el 1836.
La pepsina es produeix a l'estómac, actua sobre les proteïnes degradades i proporciona pèptids i aminoàcids en un ambient molt àcid. L'acció de l'HCl sobre el pepsinogen, un precursor de la pepsina, li fa perdre aminoàcids i, aleshores, esdevé pepsina, de manera que ja pot actuar com a proteasa.
En concret, el proenzim de la pepsina, pepsinogen, s'allibera per les cèl·lules cap gàstriques dins la paret estomacal, i mesclant-se amb l'àcid clorhídric del suc gàstric el pepsinogen s'activa convertint-se en pepsina.
La pepsina és més activa amb un pH d'entre 2 i 4. Es desactiva del tot amb un pH superior a 6. La pepsina és més eficient en l'escissió d'enllaços peptídics entre els aminoàcids hidròfobs i sobretot aromàtics, com ara la fenilalanina (F), el triptòfan (thr) i la tirosina (I).

## Aplicació en indústria alimentària
La pepsina és un enzim digestiu que degrada proteïnes, segregat per l’estómac de diferents espècies que forma part de les aspartat proteases.
Per la fabricació de formatge es fan servir enzims proteolítics, com la pepsina i quimosina, per hidrolitzar les proteïnes de la llet, provocant agregació i coagulació d'aquestes.
Les proteïnes hidrolitzades provoquen la desestabilització de les micel·les de caseïna perquè els enzims, pepsina i quimosina, realitzen la hidròlisi de l'enllaç Phe105-Met106 de κ-caseïnes, produint caseinmacropèptids glicosilats C-terminals. L'escissió d'aquest fragment, del caseinmacropèptid, provoca una pèrdua d'estabilitat perquè les micel·les de caseïna contenen a la superfície sobretot k-caseïnes amb aquestes pilositats, que tenen la capacitat d'evitar la interacció i l'agregació de les micel·les.
La hidròlisi del caseinmacropèptid de les k-caseïnes provoca l'agregació de micel·les de caseïna per associació hidrofòbica juntament amb efectes electroestàtics iònics, degut a  la presència de calci. Per acabar, es produeix una proteòlisi progressiva en la qual tant les caseïnes com les proteïnes de sèrum s'hidrolitzen en pèptids a pH 4. La llet passa a ser una solució amb proteïnes precipitades i xerigot, que es premsa posteriorment per obtenir una massa semisòlida que acaba formant el formatge.

## Obtenció
Les pepsines s'obtenen a partir del quall, que s’extreu del quart estómac dels remugants, en grans quantitats a partir de l’edat adulta, o a partir que l’animal ja no s’alimenti amb llet materna, ja que en aquests moments la generació de quimosina és molt baixa.
Una altra via d'obtenció és a partir de la secreció d’estómacs d’animals no remugants com el porc i el pollastre, entre altres espècies. Aquestes pepsines que no provenen de remugants presenten defectes per la fabricació de formatges com ser molt més proteolítiques que l’enzim quimosina, enzim utilitzat habitualment per la producció de formatges. En el cas de la pepsina porcina destaca perquè l’activitat coagulant és massa dependent del pH, més que la pepsina bovina. En molts casos es fan servir pepsines com a coagulants de la llet barrejant una part amb quall o amb quimosina bovina.

## Característiques enzimàtiques
Les pepsines presenten una major dependència del pH i una activitat específica de coagulació de la llet inferior a la quimosina. També presenten una forta activitat proteolítica general en les condicions àcides de l’estómac, té un pH òptim de proteòlisis a pH 2, per tant, per la coagulació de la llet com tenim normalment un pH de 6,7 s’obtenen rendiments menors als obtinguts amb l’enzim quimosina, en el cas de la pepsina necessitem 5 mg per obtenir el mateix efecte que donaria 1 mg de quimosina a pH de 6,7. La pepsina hidrolitza enllaços peptídics amb residus Leu, Phe, Tyr o Val i a pH entre 5 i 6 és menys activa, per aquests motius es fan servir sobretot per formatges frescos, com el formatge Burgos.

## Curiositats
El nom del refresc Pepsi prové del nom d'aquest enzim.